# Александровське сільське поселення (Лямбірський район)
Алекса́ндровське сільське поселення (рос. Александровское сельское поселение) — муніципальне утворення у складі Лямбірського району Мордовії, Росія. Адміністративний центр — село Александровка.

## Населення
Населення — 1645 осіб (2019, 1722 у 2010, 1771 у 2002).

## Склад
До складу поселення входять такі населені пункти:
| Населений пункт     | Населення, осіб (2002) | Населення, осіб (2010) |
| ------------------- | ---------------------- | ---------------------- |
| Александровка, село | 1611                   | 1575                   |
| Владимировка, село  | 113                    | 112                    |
| Красний Дол, селище | 47                     | 35                     |